# 죄머링가젤
죄머링가젤(Nanger soemmerringii)은 아프리카의 뿔 지역(지부티, 에리트레아, 에티오피아, 소말리아)에서 발견되는 가젤의 일종이다. 수단에서는 더 이상 발견되지 않는다.

## 아종
전통적으로 3종의 아종이 알려져 있다.
- 소말리아죄머링가젤 (N. s. berberana)
- 수단죄머링가젤 (N. s. soemmeringii)
- 보라니죄머링가젤 (N. s. butteri)